# Ямблих
Вижте пояснителната страница за други личности с името Ямблих.
Ямблих (на старогръцки: Ιάμβλιχος, Iamblichos, на латински: Iamblichus, Iamblichus Chalcidensis) е древногръцки философ-неоплатоник от Сирия, ученик на Порфирий и основател на сирийската неоплатоническа школа. Доразвива учението на Плотин и защитава идеята за теургията (от гръцки „благодействие“), представляваща система от упражнения и ритуали, чрез които посветените се уподобяват с боговете. Ямблих твърди, че вън от теургията няма път към божествения живот.
Диференцира основните понятия на неоплатонизма на Плотин и въвежда схематизма в него. В единното различава „първо единно“ и „второ единно“, което определя като благо. Той различава множество форми и в останалите хипостази на духовно – спиритуалния свят. Изгражда сложна йерархическа стълбица на духовните природи, въвежда промеждутъчни звена между тях, като говори за ангели, демони, герои, за да достигне до човешките души, за наднебесни и небесни богове, които господстват над 12-те световни сфери. Въз основа на тирадата, 12-те небесни богове стават 36 на брой, за да достигнат до числото 360. Така се забърква още повече структурата на действителността изобщо. Ямблих защитава античния политеизъм и оспорва монотеизма на християнската религия.

## Биография
Има различни хипотези за времето на раждане на Ямвлих. Родното му място Халкис (Chalcis ad Belum, днес Qinnesrin), тогава е в римската провинция Коилесирия. Според философа Дамасций фамилията му е от князете на Емеса (днес Хомс). Според Алексей Лосев е от арабски произход.
Основава училище в Сирия много вероятно в Апамея на Оронт. Евнапий от Сарди пише биографията му.
Ямблих има един син с името Аристон, който се жени за ученичка на Плотин.

## Съчинения
Ямблих пише на гръцки език. Той пише 10 книги за учението на Питагор.

## Издания и преводи
- Michael von Albrecht u. a.: Jamblich: Pythagoras. Legende – Lehre – Lebensgestaltung. Wissenschaftliche Buchgesellschaft, Darmstadt 2002, ISBN 3-534-14945-9 (griechischer Text und deutsche Übersetzung von Über das pythagoreische Leben mit interpretierenden Essays)
- Édouard des Places: Jamblique: Protreptique. Les Belles Lettres, Paris 1989, ISBN 2-251-00397-5
- Otto Schönberger: Iamblichos: Aufruf zur Philosophie. Königshausen + Neumann, Würzburg 1984, ISBN 3-88479-143-5
- Nicola Festa, Ulrich Klein: Iamblichi de communi mathematica scientia liber. Teubner, Stuttgart 1975, ISBN 3-519-01443-2
- Ermenegildo Pistelli, Ulrich Klein: Iamblichi in Nicomachi arithmeticam introductionem liber. Teubner, Stuttgart 1975, ISBN 3-519-01444-0
- Eberhard Knobloch, Otto Schönberger: Iamblichos von Chalkis in Koilesyrien: Über die Einführung des Nikomachos in die Arithmetik. Leidorf, Rahden 2012, ISBN 978-3-86757-184-5
- Henri Dominique Saffrey, Alain-Philippe Segonds: Jamblique: Réponse à Porphyre (De mysteriis). Les Belles Lettres, Paris 2013, ISBN 978-2-251-00580-5
- Emma C. Clarke u.a.: Iamblichus: De mysteriis. Brill, Leiden 2004, ISBN 90-04-12720-8 (Edition: Edouard des Places)
- Theodor Hopfner: Jamblichus: Über die Geheimlehren. Olms, Hildesheim 1987 (Nachdruck der Ausgabe Leipzig 1922), ISBN 3-487-07947-X
- Daniela Patrizia Taormina, Rosa Maria Piccione: Giamblico: I frammenti dalle epistole. Bibliopolis, Napoli 2010, ISBN 978-88-7088-600-9
- John M. Dillon, Wolfgang Polleichtner: Iamblichus of Chalkis: The Letters. Society of Biblical Literature, Atlanta 2009, ISBN 978-1-58983-161-2
- John F. Finamore, John M. Dillon: Iamblichus: De anima. Brill, Leiden 2002, ISBN 90-04-12510-8
- John M. Dillon: Iamblichi Chalcidensis in Platonis dialogos commentariorum fragmenta. Brill, Leiden 1973, ISBN 90-04-03578-8
- Hans Daiber: Neuplatonische Pythagorica in arabischem Gewande. North-Holland, Amsterdam 1995, ISBN 0-444-85784-2
- Vittorio De Falco, Ulrich Klein: (Iamblichi) theologumena arithmeticae. Teubner, Stuttgart 1975, ISBN 3-519-01446-7
- Robin Waterfield: The Theology of Arithmetic. On the Mystical, Mathematical and Cosmological Symbolism of the First Ten Numbers. Attributed to Iamblichus. Phanes Press, Grand Rapids (Michigan) 1988, ISBN 0-933999-71-2